# Leichenhalle der Petrikirche

Die Leichenhalle im Jahre 1907

Die Leichenhalle im Jahre 1912

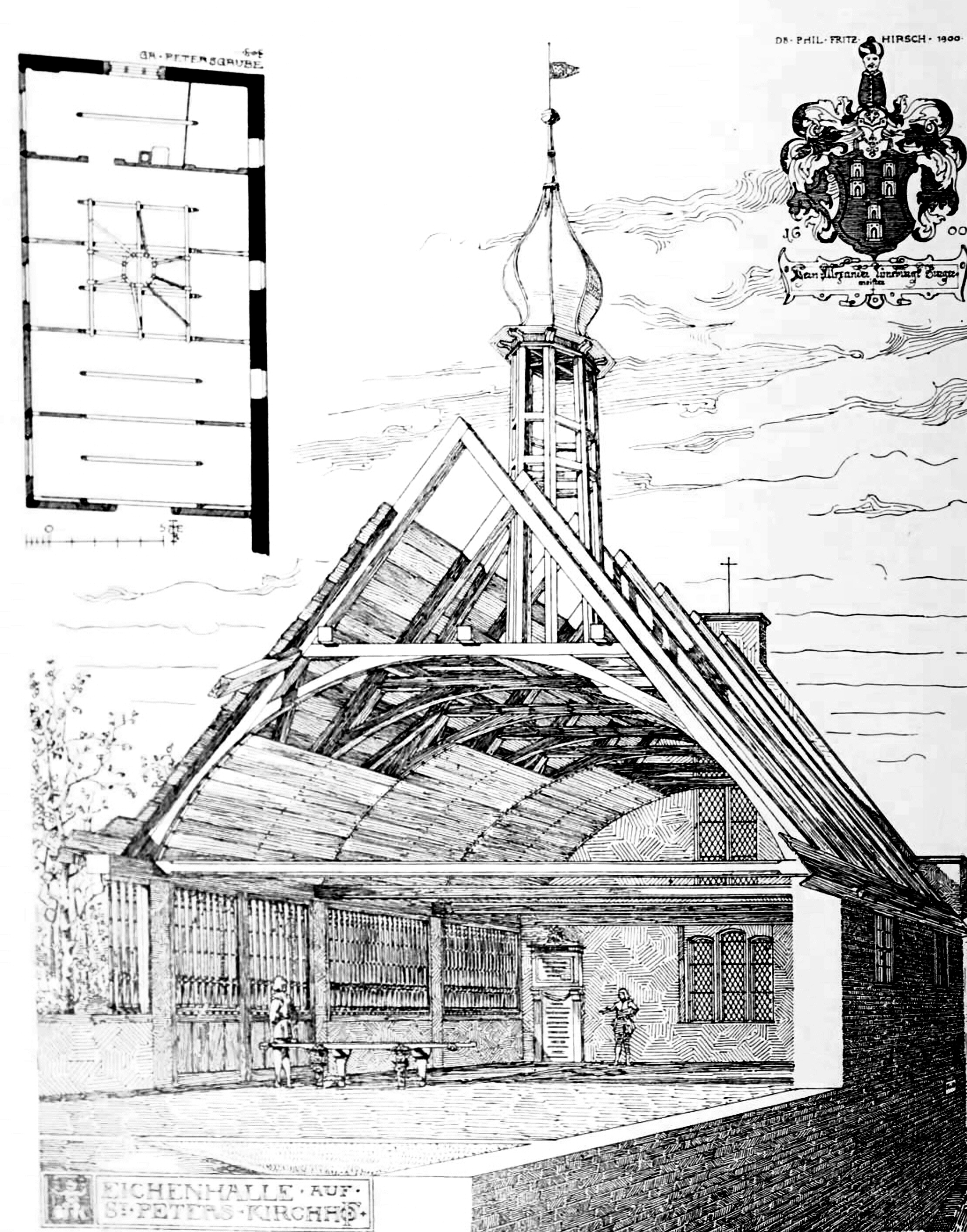
Rekonstruktion der Leichenhalle um 1600

Die Leichenhalle der Petrikirche war ein Bauwerk der Lübecker Altstadt. Sie bestand von 1600 bis 1942.

## Standort
Die Leichenhalle befand sich auf dem Petrikirchhof, an der Ecke Große Petersgrube/Kolk.

## Architektur
Das Leichenhaus war ein schlichter Hallenbau, errichtet in Backsteinbauweise. Im Inneren wies es als Deckenkonstruktion ein hölzernes Tonnengewölbe auf. Das Satteldach wurde von einem Dachreiter gekrönt.

## Geschichte
Die Leichenhalle entstand an der Stelle des 1442 erstmals erwähnten Werkhauses der Petrikirche, das auch als Wohnung für den Küster, den Organisten und den Prediger gedient hatte. Um Platz für das neue Gebäude zu schaffen, wurde das Werkhaus von März bis Mai 1600 abgebrochen. Zur Reduzierung der Baukosten ließ man Teile der Südwand, die auch die Stützmauer zum tiefer gelegenen Kolk hin bildete, stehen und integrierte sie in den Neubau.
Unter Leitung von Jürgen Emsingkhoff, Werkmeister der Petrikirche, entstand ab Anfang Mai 1600 die Leichenhalle, die mit Vollendung des Dachreiters am 15. November und der Grundabnahme des Bauwerks am 18. November im Wesentlichen vollendet war. Ende Januar 1601 wurde die Blei- und Schieferdeckung des Daches abgeschlossen, und im Verlaufe des Jahres führte man Restarbeiten durch, zuletzt das Verputzen der Wände des Innenraums mit weißem Kalk im Dezember 1601. Damit war die Leichenhalle fertiggestellt und wurde der Nutzung übergeben.
Als 1728 in der Petrikirche Reparaturen an den Pfeilern durchgeführt wurden, diente die Leichenhalle temporär als Gottesdienstraum. 1770 erfolgte eine umfassende Renovierung des Gebäudes, das man als sehr verfallen einschätzte.
1832 verlor die Leichenhalle ihre Funktion, da in jenem Jahr durch Senatsverordnung das gesamte Bestattungswesen zur Seuchenvorbeugung nach außerhalb der Stadtmauern verlagert wurde. Stadtbaumeister Anton Spetzler befand die nutzlos gewordene Halle als dem Erscheinungsbild der Umgebung abträglich sowie ihre Erhaltung als Belastung für den Bauetat. Er empfahl ihren Abriss, der aber nicht umgesetzt wurde.
1882 richtete die Petrikirche ihre Werkstatt im Leichenhaus ein und führte zu diesem Zweck Umbauten durch; unter anderem wurde der Innenraum durch eine Zwischenwand aufgeteilt.
Beim Luftangriff auf Lübeck am 29. März 1942 wurde die Leichenhalle zerstört. An ihrem ehemaligen Standort hat heute die Lübecker Bauhütte der  Evangelisch-Lutherischen Kirche in Norddeutschland in einem Neubau (Petrikirchhof 1a) ihren Sitz.